# ОШ „Јожеф Атила” Богојево
ОШ „Јожеф Атила” је једна од основних школа на подручју општине Оџаци, Западнобачком округу. Смјештена је на адреси Маршала Тита 11 у Богојеву. Име је добила по Јожефу Атили једном од најпознатијих мађарских пјесника 20. вијека.  Генерално непризнат током свог живота, Јожеф је током комунистичке ере 1950-их био слављен као велики мађарски "пролетерски пјесник" и постао је најпознатији од модерних мађарских пјесника у свијету.

## Историјат
У Богојеву је, при цркви, постојала школа већ 1767. године. То нас наводи на констатацију да је прва школа у Богојеву имала вjерски карактер. Општина је тек 1824. године дала свој допринос за изградњу веома скромне школске зграде, која је међутим уништена у пожару великих размера 1866. године. Поред свих недаћа школа поново почиње да функционише од 1871. године, највероватније у некој приватној згради, пошто је општина тек 1898. године изградила школску зграду на мjесту на коме је она егзистирала до 1982. године, када је саграђена нова, садашња школска зграда. Од 1963. године добија назив по Јожеф Атили.